# Du hast
Du hast är den andra singeln av bandet Rammstein från albumet Sehnsucht. Singeln finns även med i samlingsboxen Original Single Kollektion. En engelsk version av "Du hast" spelades in och kom med på vissa versioner av albumet Sehnsucht. Låtens namn är en ordlek då orden du hast (som betyder du har) är homofont med orden du hasst (som betyder du hatar). I den engelska versionen av låten så sjunger Till Lindemann faktiskt orden you hate (du hatar) istället för you have (du har). Billboard placerade 2018 "Du hast" på plats 64 på sin lista "The 98 Greatest Songs of 1998: Critics' Picks".
Låten gör flera anspelningar på och ordlekar av de klassiska äktenskapliga trohetslöftena: 
Tre gånger sjungs refrängen som frågan "Willst du bis der Tod euch scheidet, treu ihr sein für alle Tage?" ("Vill du, tills döden skiljer er åt, vara henne trogen i alla dagar?")
Den syntetiska kvinnokören svarar entusiastiskt "Jaaa!" på detta och sångaren Till Lindemann svarar i sin tur med ett aggressivt "Nein!" ("Nej!")
Den fjärde gången ändras frågan i refrängen till "Willst du bis der Tod der Scheide, sie lieben auch in schlechten Tagen?" ("Vill du, till slidans död, älska henne också under dåliga dagar?")
Den femte gången bryts frågan i refrängen och blir hängande i luften "Willst du bis der Tod euch scheidet, treu ihr sein …?"
Musikvideorna till "Engel" och "Du hast" är båda baserade på filmer av (eller med) den amerikanske regissören Quentin Tarantino, eftersom Rammstein är fans av hans filmer. "Engel" är baserad på filmen From Dusk till Dawn medan denna låt är baserad på filmen De hänsynslösa. Regissören av musikvideon har följande att säga:
| ”                | Särskilt i "Du hast" är där flera referenser till David Lynch; explosionen som spelas upp baklänges är direkt tagen ifrån Lost Highway. Även det svarta skjulet är väldigt Lynch-likt. I övrigt så är där en klar referens till Tarantinos De hänsynslösa, där du har dessa män i svarta kostymer inuti en lagerlokal som går varandra på nerverna. | „ |
| – Philipp Stölzl | |   |

Låten förekommer även i filmen The Matrix och i spelet Guitar Hero 5. Låten finns även med på albumet Battery: A Tribute to Rammstein, fast då i en coverversion av J.P. Melen.

## Låtlista

### Du hast
1. "Du hast" – 3:54
2. "Bück dich" – 3:21
3. "Du hast" (Remix av Jacob Hellner) – 6:44
4. "Du hast" (Remix av Clawfinger) – 5:23

### Du hast (brittisk version)
1. "Du hast" – 3:54
2. "Du hast" (Remix av Jacob Hellner) – 6:44
3. "Du hast" (Remix av Clawfinger) – 5:23